# Jukujikun
Jukujikun (jap. 熟字訓) ist eine besondere Form der Kun-Lesung von Kanji (in der japanischen Sprache verwendete chinesische Schriftzeichen). Die Jukujikun kommt nur in festen Komposita (熟語, jukugo), also Kombinationen von zwei oder mehr Schriftzeichen vor.
Eine Reihe von Begriffen wird im Chinesischen durch die Kombination von zwei Schriftzeichen dargestellt, zum Beispiel 明日 für den morgigen Tag. Wenn im Japanischen ein einzelnes Wort dafür existierte, wurde es mit dieser Schriftzeichenkombination geschrieben, aber als ein Wort gelesen, in diesem Fall altjapanisch asu oder modern ashita. Eine sinojapanische Lesung des Wortes existiert ebenfalls, myōnichi, diese ist allerdings schriftsprachlich.
In einigen Fällen hat die Jukujikun-Lesung einer Zeichenkombination auch eine andere Bedeutung als die sinojapanische Lesung. Wird 今日 sinojapanisch konnichi gelesen, bedeutet es „heutzutage, derzeitig, momentan“, während kyō „heute, der heutige Tag“ bedeutet.
Bei einigen Jukujikun werden Okurigana an das Wort angehängt, um die Lesung zu markieren, zum Beispiel bei der Kanji-Schreibung von oishii (美味しい, „lecker“).
Einige der Jukujikun-Lesungen sind in der modernen Sprache nicht mehr üblich, und die Wörter werden stattdessen in Hiragana oder Katakana geschrieben.
| Kompositum                                 | Jukujikun                                  | Onyomi                                     | Übersetzung                                       |
| Tagesangaben und traditionelle Monatsnamen | Tagesangaben und traditionelle Monatsnamen | Tagesangaben und traditionelle Monatsnamen | Tagesangaben und traditionelle Monatsnamen        |
| ------------------------------------------ | ------------------------------------------ | ------------------------------------------ | ------------------------------------------------- |
| 一昨日                                     | ototoi                                     | issakujitsu                                | vorgestern                                        |
| 昨日                                       | kinō                                       | sakujitsu                                  | gestern                                           |
| 今日                                       | kyō                                        | konnichi                                   | heute // heutzutage                               |
| 今年                                       | kotoshi                                    | konnnen                                    | dieses Jahr                                       |
| 今朝                                       | kesa                                       | konchō                                     | heute morgen                                      |
| 明日                                       | asu, ashita                                | myōnichi                                   | morgen                                            |
| 明後日                                     | asatte                                     | myōgonichi                                 | übermorgen                                        |
| 如月                                       | kisaragi                                   | -                                          | zweiter Monat des Mondkalenders                   |
| 弥生                                       | yayoi                                      | -                                          | dritter Monat des Mondkalenders; s. a. Yayoi-Zeit |
| Jahreszeiten und Wetter                    |                                            |                                            |                                                   |
| 五月雨                                     | samidare                                   | -                                          | frühsommerlicher Regen                            |
| 時雨                                       | shigure                                    | -                                          | herbstlicher Regenschauer                         |
| 梅雨                                       | tsuyu                                      | baiu                                       | Regenzeit (Juni–Juli)                             |
| 雪崩                                       | nadare                                     | -                                          | Schneelawine                                      |
| 吹雪                                       | fubuki                                     | -                                          | Schneesturm                                       |
| 陽炎                                       | kagerō                                     | yōen                                       | Hitzeflimmern                                     |
| 紅葉                                       | momiji                                     | kōyō                                       | Herbstlaub                                        |
| 疾風                                       | hayate                                     | shippū                                     | Sturmwind                                         |
| Zählwörter                                 |                                            |                                            |                                                   |
| 一人                                       | hitori                                     | -                                          | eine Person                                       |
| 二人                                       | futari                                     | -                                          | zwei Personen                                     |
| 一寸                                       | chotto                                     | issun                                      | ziemlich // ein Sun (3,03 cm)                     |
| Verwandtschaftsbeziehungen                 |                                            |                                            |                                                   |
| 従兄弟                                     | itoko                                      | jūkeitei                                   | Cousin                                            |
| 従姉妹                                     | itoko                                      | jūshimai                                   | Cousine                                           |
| 伯父                                       | oji                                        | hakufu                                     | Onkel (älterer Bruder von Mutter/Vater)           |
| 叔父                                       | oji                                        | shukufu                                    | Onkel (jüngerer Bruder von Mutter/Vater)          |
| 伯母                                       | oba                                        | hakubo                                     | Tante (ältere Schwester von Mutter/Vater)         |
| 叔母                                       | oba                                        | shukubo                                    | Tante (jüngere Schwester von Mutter/Vater)        |
| 曾孫                                       | himago                                     | sōson                                      | Urenkel                                           |
| 玄孫                                       | yashago                                    | genson                                     | Ururenkel                                         |
| Pflanzen                                   |                                            |                                            |                                                   |
| 果物                                       | kudamono                                   | -                                          | Obst                                              |
| 小豆                                       | azuki                                      | -                                          | Adzukibohne                                       |
| 山葵                                       | wasabi                                     | -                                          | Wasabi                                            |
| 百合                                       | yuri                                       | -                                          | Lilien                                            |
| Adjektive / Adverbien                      |                                            |                                            |                                                   |
| 可愛い                                     | kawaii                                     | -                                          | niedlich                                          |
| 可笑しい                                   | okashii                                    | -                                          | amüsant; lächerlich; seltsam                      |
| 美味しい                                   | oishii                                     | -                                          | lecker                                            |
| 生憎                                       | ainiku                                     | -                                          | leider, unglücklicherweise                        |
| Sonstiges                                  |                                            |                                            |                                                   |
| 太刀                                       | tachi                                      | -                                          | Tachi                                             |
| 山車                                       | dashi                                      | -                                          | geschmückter Festwagen                            |
| 凸凹                                       | dekoboko                                   | -                                          | uneben                                            |
| 凹凸                                       | -                                          | ōtotsu                                     | konkav-konvex, uneben                             |
| 雑魚                                       | zako                                       | -                                          | Fischchen, kleiner Fisch                          |
| 田舎                                       | inaka                                      | densha                                     | Land, ländliches Gebiet                           |